# Uiloq Slettemark
Uiloq Helgesen Slettemark, geborene Heilmann (* 6. August 1965 in Varde, Dänemark) ist eine ehemalige grönländische Biathletin und Skilangläuferin.

## Leben
Uiloq Slettemark ist die Tochter des grönländischen Gymnasialrektors Isak Peter Kreutzmann Mikael Heilmann (1935–2013) und der dänischen Künstlerin Astri Marie Helgesen (1934–1991). Ihr Vater war mütterlicherseits ein Enkel von Johannes Kreutzmann (1862–1940) und damit ein Urenkel von Jens Kreutzmann (1828–1899).
In Oslo lernte sie den Norweger Øystein Slettemark kennen, den sie heiratete und mit dem sie 1994 zurück nach Grönland zog. Beide leben in Nuuk und haben drei Kinder, darunter die Tochter Ukaleq Astri, die von ihr trainiert wird und 2019 Jugend-Weltmeisterin im Einzel wurde sowie an den Olympischen Winterspielen 2022 teilnahm. Auch ihr Sohn Sondre Slettemark betreibt Biathlon und startet wie seine Schwester im Biathlon-Weltcup.

## Biathlon
Uiloq Slettemark betreibt seit 1999 Biathlon und gehörte seitdem zum grönländischen Nationalkader. Sie ist zudem Generalsekretärin, ihr Mann Präsident von Grønlands Biathlon Forbund und tritt für Nuuk Biathlon an.  Uiloq Slettemark war die erfolgreichste Biathletin ihres Landes in den 2000er Jahren. 2000 gab sie in Hochfilzen als 82. eines Einzels ihr Debüt im Biathlon-Weltcup. Nachdem ihre Ergebnisse zudem alle zwischen Rang 80 und 90 lagen, konnte sie 2001 bei einem Sprint in Oberhof mit Rang 64 einen Leistungssprung verzeichnen. In Pokljuka nahm sie auch erstmals bei den Biathlon-Weltmeisterschaften 2001 teil und wurde sowohl im Einzel wie auch im Sprint 81. In der Folgezeit waren die Ergebnisse schwankend, lagen zwischen 100 in Pokljuka und 46 in Östersund. Seit 2003 trat die Grönländerin immer wieder im Biathlon-Europacup an, wo sie vergleichsweise bessere Ergebnisse erreichte; so wurde sie in Ridnaun 2003 19. in einem Sprint. Das beste Weltcupresultat erreichte Slettemark als 40. in einem Sprint in Lahti. Im Einzel-Rennen bei den Biathlon-Weltmeisterschaften 2003 in Chanty-Mansijsk belegte sie einen guten 55., im Sprintrennen einen noch besseren 48. Platz. Die Weltmeisterschaften 2004 in Oberhof, 2005 in Hochfilzen und 2007 in Antholz brachten ihr weniger gute Resultate. Auch im Weltcup wurden die Resultate Slettemarks zusehends schlechter. Seit 2013 bestreitet sie nur noch äußerst sporadisch Rennen, und dies auch nur im zweitklassigen IBU-Cup. Zuletzt nahm sie in der Saison 2018/19 an den zwei Sprintwettbewerben des IBU-Cups in Duszniki-Zdrój teil.

## Langlauf
Daneben ist Slettemark auch als Langläuferin für Dänemark aktiv. Neun Mal – von 1999 bis 2005, 2007 und 2008 – gewann sie das 160 Kilometer lange Marathonrennen Arctic Circle Race auf Grönland. Bis 2017 schaffte sie in diesem Rennen weitere fünf zweite Plätze. Ihr Debüt in einem offiziellen FIS-Rennen gab sie im November 1998 als 24. über 10 Kilometer in Beitostølen. Schon im Dezember erreichte sie als Zehnte über 5 Kilometer eine erste Top-Ten-Platzierung und rückte in den Continental-Cup auf, wo sie in einem 10-Kilometer-Rennen in Lillehammer 18. wurde. In vier Rennen trat sie bei der Nordischen Skiweltmeisterschaft 1999 in Ramsau an. Bestes Resultat war ein 45. Platz über 15 Kilometer. Im Skilanglauf-Weltcup trat die Grönländerin 2000 in Lamoura Mouthe erstmals in einem 50-Kilometer-Rennen an, wo sie 35. wurde. Kurz darauf erreichte sie als Fünfte in einem 10-Kilometer-FIS-Rennen ihr bestes Resultat. Ihre zweiten Nordischen Skiweltmeisterschaften 2001 in Lahti brachten weniger gute Ergebnisse als 1999. Danach trat sie nur noch selten im Skilanglauf an und konzentrierte sich auf den Biathlon.

## Biathlon-Weltcup-Platzierungen
Die Tabelle zeigt alle Platzierungen (je nach Austragungsjahr einschließlich Olympische Spiele und Weltmeisterschaften).
- 1.–3. Platz: Anzahl der Podiumsplatzierungen
- Top 10: Anzahl der Platzierungen unter den ersten zehn (einschließlich Podium)
- Punkteränge: Anzahl der Platzierungen innerhalb der Punkteränge (einschließlich Podium und Top 10)
- Starts: Anzahl gelaufener Rennen in der jeweiligen Disziplin

| Platzierung                      | Einzel | Sprint | Verfolgung | Massenstart | Staffel | Gesamt |
| -------------------------------- | ------ | ------ | ---------- | ----------- | ------- | ------ |
| 1. Platz                         |        |        |            |             |         |        |
| 2. Platz                         |        |        |            |             |         |        |
| 3. Platz                         |        |        |            |             |         |        |
| Top 10                           |        |        |            |             |         |        |
| Punkteränge                      |        |        |            |             |         |        |
| Starts                           | 25     | 53     | 5          |             |         | 83     |
| Stand: Ende der Weltcup-Karriere |        |        |            |             |         |        |